# Miu Miu
Miu Miu è una casa di moda italiana appartenente al Gruppo Prada.

## Storia
Fondata nel 1993, Miu Miu prende il proprio nome in prestito da un nomignolo con cui viene chiamata la sua fondatrice Miuccia Prada.
Nel 2011 una sfilata-evento ha portato Miu Miu in Cina, al Park Hyatt di Shanghai, come è successo per Prada a gennaio dello stesso anno con un importante evento a Pechino.

## Distribuzione
Boutique Miu Miu sono situate in tutti i continenti
| Stato               | Città |
| ------------------- | --- |
| Italia              | Roma, Firenze, Forte dei Marmi, Milano, Padova, Porto Cervo, Torino, Venezia, Capri                                |
| Australia           | Melbourne, Sydney                                                                                                  |
| Brasile             | San Paolo |
| Canada              | Toronto |
| Cina                | Canton, Hangzhou, Shanghai, Shenyang, Shenzhen, Tsingtao                                                           |
| Corea del Sud       | Seul, Pusan, Gyeonggi, Incheon                                                                                     |
| Emirati Arabi Uniti | Dubai |
| Francia             | Parigi, Cannes |
| Germania            | Berlino, Francoforte, Monaco di Baviera, Düsseldorf                                                                |
| Giappone            | Tokyo, Fukuoka, Hiroshima, Kōbe, Kyoto, Okinawa, Osaka, Nagoya, Yokohama                                           |
| Hong Kong           | Hong Kong |
| Macao               | Macao |
| Malaysia            | Kuala Lumpur |
| Marocco             | Casablanca |
| Messico             | Città del Messico                                                                                                  |
| Regno Unito         | Londra, Glasgow |
| Russia              | Mosca |
| Singapore           | Singapore |
| Spagna              | Madrid, Barcellona                                                                                                 |
| Stati Uniti         | Bal Harbour, Costa Mesa, Honolulu, Houston, Las Vegas, Los Angeles, New York, Short Hills, San Francisco, San Jose |
| Svizzera            | Sankt Moritz |
| Taiwan              | Taipei, Taichung                                                                                                   |
| Turchia             | Istanbul |

## Testimonial
Diverse modelle ed attrici hanno prestato il proprio volto alle campagne pubblicitarie di Miu Miu. Fra le più celebri testimonial si può citare Chloë Sevigny, Katie Holmes, Vanessa Paradis,Kirsten Dunst, Laetitia Casta, Maggie Gyllenhaal, Lindsay Lohan, Jang Wonyoung, Zhou Xun, Lindsey Wixson, Ginta Lapina e Siri Tollerod.
Testimonial ufficiale del marchio nel 2012 è stata la modella statunitense Guinevere van Seenus, che ha sostituito l'attrice Hailee Steinfeld. Il volto scelto per le campagne Miu Miu dal 2021 al 2023 è stato, invece, quello dell'attrice britannica Emma Corrin.

## Nella cultura di massa
Il rapper italiano Tony Effe ha dedicato una canzone sul brand, dal titolo Miu Miu, contenuto nell'album Icon.